# Glypta pulchra
Glypta pulchra là một loài tò vò trong họ Ichneumonidae.